# Allactaga balikunica
Allactaga balikunica — вид гризунів родини Dipodidae. Зустрічається в посушливих районах північно-західного Китаю і Монголії. Харчується зеленими рослинами, корінням рослин, насінням, кониками та жуками.

## Опис
Довжина голови й тулуба від 115 до 132 мм, а хвоста — від 165 до 190 мм. Спинна поверхня жовтувато-сірувато-коричнева, кожен волосок має сіру основу, жовтий центр і коричневий кінчик. Круп темніший, боки блідіші. Низ, передні кінцівки і внутрішня поверхня задніх ніг білі. Хвіст тонкий з пучком чорних волосків на кінчику, які переважно ростуть убік. За зовнішнім виглядом він схожий на Allactaga bullata, підвидом якого він раніше вважався, але колір смуг на стегнах у цього виду трохи більш червонуватий.

## Поширення та середовище проживання
Allactaga balikunica є ендеміком регіону Балікун провінції Сіньцзян у Китаї, його ареал поширюється на Монголію, де він зустрічається в західних частинах пустелі Гобі. Середовище його проживання — голі піщані та кам'янисті ділянки з рідкісною рослинністю.

## Поведінка
Allactaga balikunica веде нічний спосіб життя і живе поодинці в норі. Він активний і добре стрибає, живиться рослинним матеріалом, таким як пагони, коріння та насіння трав, а також дрібними комахами. Мало що відомо про його розмноження, але вважається, що він має два виводки на рік, кожен з яких складається з одного-трьох нащадків.